# Proces van Chabarovsk
De Processen van Chabarovsk verwijst naar de strafprocessen in de stad Chabarovsk in het Russische Verre Oosten in 1949 tegen twaalf Japanse militairen uit het Guandong-leger tijdens de Tweede Wereldoorlog. Ze werden vervolgd omdat ze zich bezig zouden hebben gehouden met de productie en het gebruik van biologische wapens en het testen daarvan op mensen. Alle twaalf Japanners werden schuldig bevonden en veroordeeld tot 2 à 25 jaar werkkamp. In 1956, tijdens de destalinisatie, werden degenen die nog vastzaten vrijgelaten en naar Japan gerepatrieerd.